# Paraplonobia algarrobicola
Paraplonobia algarrobicola är en spindeldjursart som beskrevs av Gonzalez 1977. Paraplonobia algarrobicola ingår i släktet Paraplonobia och familjen Tetranychidae. Inga underarter finns listade i Catalogue of Life.